# Christopher Hampton
Christopher James Hampton, född 26 januari 1946 på ön Faial i Azorerna, är en brittisk dramatiker, manusförfattare och regissör.

## Biografi
Christopher Hampton, vars far arbetade internationellt som ingenjör för havsbaserad telekommunikation, föddes på Azorerna och bodde i sin uppväxt kortare tider i olika delar av världen, som i exempelvis Hongkong, Egypten och Zanzibar, men han gick sedan i brittisk internatskola och bedrev därefter universitetsstudier i Oxford, där han fick sin första egna pjäs uppförd av studentteatern 1964. Pjäsen When Did You Last See My Mother?, om egna upplevelser av ungdomlig homosexualitet i internatskolemiljö, hamnade två år senare på den radikala Royal Court Theatre och West End i London, vilket gjorde honom till den yngste dramatikern där i modern tid. 1968–1970 var han sedan knuten till Royal Court Theatre som "husdramatiker" och litteratursamordnare, och många av hans pjäser har uruppförts där.
Många av hans verk för teaterscenen och film har blivit prisbelönta och väl spridda internationellt. Det stora genombrottet kom 1985 med hans dramatisering av den skandalomsusade franska 1700-talsromanen Les Liaisons Dangereuses av Choderlos de Laclos för Royal Shakespeare Company, Farliga förbindelser. Verket har också filmatiserats i ett flertal olika versioner och Hampton fick bland annat en Oscar för Bästa manus baserat på förlaga för Stephen Frears version Farligt begär 1988. Han har gjort ett flertal framgångsrika dramatiseringar, översättningar och bearbetningar för teater, film och musikal, såsom till Andrew Lloyd-Webbers musikal Sunset Boulevard (1993),  och skrivit libretto till två operor med musik av Philip Glass, Waiting for the Barbarians (2005), efter J.M. Coetzees roman I väntan på barbarerna och Appomattox (2007) om amerikanska inbördeskriget. Även hans manus till filmen Försoning (2007) väckte uppmärksamhet och gav honom bland annat ännu en Oscarsnominering. Hampton debuterade 1986 som filmregissör med Hotel du Lac och vann bland annat  Jurypriset vid Cannesfestivalen 1995 för den egna konstnärsfilmen Carrington. Samma år filmatiserades även hans pjäs Total Eclipse av Agnieszka Holland. Hans film Imagining Argentina (2003) nominerades till Guldlejonet vid Filmfestivalen i Venedig.
Hampton är gift sedan 1971 med Laura de Holesch.

## Teaterpjäser
- 1964 - When Did You Last See My Mother?
- 1967 - Total Eclipse
- 1969 - The Philanthropist
- 1974 - Savages
- 1975 - Treats
- 1982 - The Portage to San Cristobal of A.H. (dramatisering av kontroversiell roman om Adolf Hitler av  George Steiner)
- 1984 - Tales From Hollywood
- 1985 - Les Liaisons Dangereuses / Farliga förbindelser (dramatisering av Choderlos de Laclos brevroman)
- 1991 - White Chameleon
- 1994 - Alice's Adventures Under Ground
- 2002 - The Talking Cure
- 2006 - Embers (dramatisering av roman av Sándor Márai)
- 2009 - The Age of the Fish (dramatisering av roman av Ödön von Horváth)

## Musikal och opera (libretto)
- 1993 - Sunset Boulevard (musikal, med Don Black; musik Andrew Lloyd Webber)
- 2001 & 2004 - Dracula, The Musical (musikal, med Don Black; musik Frank Wildhorn)
- 2005 - Waiting for the Barbarians (opera; musik Philip Glass)
- 2007 - Appomattox (opera; musik Philip Glass)
- 2010 - Rebecca (engelsk version, från tyskan)

## Filmografi
- 1973 - A Doll's House / Ett dockhem (efter Henrik Ibsen)
- 1979 - Tales from the Vienna Woods
- 1981 - The History Man (BBC)
- 1983 - Beyond the Limit
- 1984 - The Honorary Consul (efter roman av Graham Greene)
- 1986 - The Wolf at the Door
- 1986 - Hotel du Lac (även regi; efter roman av  Anita Brookner)
- 1986 - The Good Father (efter roman av Peter Prince)
- 1988 - Farligt begär (efter egen dramatiserad pjäs)
- 1989 - Cookie
- 1989 - Tales from Hollywood (BBC)
- 1989 - The Ginger Tree (BBC)
- 1995 - Carrington (även regi)
- 1995 - Total Eclipse (efter egen pjäs; även skådespelare)
- 1996 - Mary Reilly (efter roman av Valerie Martin)
- 1996 - The Secret Agent (även regi)
- 2002 - Den stillsamme amerikanen
- 2003 - Imagining Argentina (även regi)
- 2007 - Försoning
- 2008 - Tokyo Rose
- 2009 - Cheri
- 2009 - Sunset Boulevard
- 2011 - A Dangerous Method (efter egna pjäsen The Talking Cure)